# 上錫根塔爾

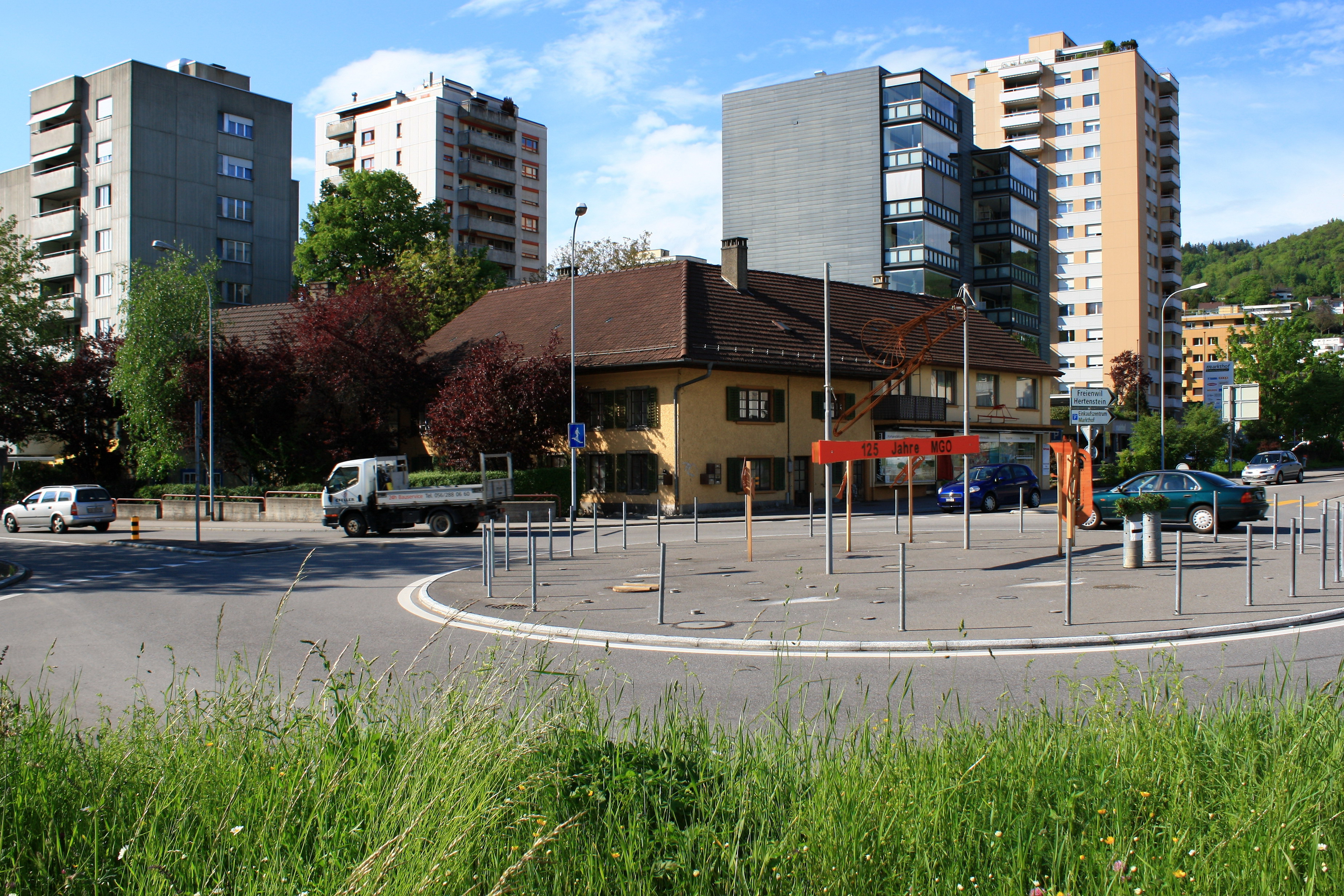

上錫根塔爾是瑞士的城鎮，位於該國北部，由阿爾高州負責管轄，面積8.36平方公里，海拔高度420米，2012年人口8,402，四成半人口信奉羅馬天主教，人口密度每平方公里1005人。

## 外部連結
- Official website（页面存档备份，存于）